# Kakukk.ro
A kakukk.ro (fejlécén: kakukk.ro… a te oldalad!) 2005. december 10-én  indult magyar nyelvű erdélyi bulvárportál. Egyes felmérések szerint a legnagyobb letöltési mutatóval rendelkező erdélyi magyar honlap, amelyre 2006 decemberében 47 ezren látogattak el. A honlap felelős szerkesztője Bölöni Bálint, a Languszta rovat szerkesztője BaBa.
A 2006 augusztusában megújult arculatú lapon a bulvártémájú írások mellett politikai, gazdasági és sporthírek, zene- és filmkritikák, tudósítások a technika és a kultúra világából, életviteli tanácsadás, házikedvenc-rovat, recepttár, horoszkóp és ingyenesen letölthető szoftverek börzéje is megtalálható.